# Sabrina Windmüller
Sabrina Windmüller, švicarska smučarska skakalka, * 13. oktober 1987, Walenstadt, Švica.
Januarja 2012 je v svetovnem pokalu v Hinterzartnu dosegla svojo prvo zmago.

## Zmage
| Datum         | Kraj         |
| ------------- | ------------ |
| 7 januar 2012 | Hinterzarten |